# کراتی
کراتی شهری در کشور کامبوج است که جزو تقسیمات اداری کراتی محسوب می‌شود و جمعیت آن براساس سرشماری سال ۱۹۹۸ میلادی ۷۹٫۱۲۳ نفر بوده که در سال ۲۰۰۵ میلادی به ۱۰۰٫۳۴۵ نفر افزایش یافته‌است.